# Heliococcus inconspicuus
Heliococcus inconspicuus är en insektsart som beskrevs av Bazarov 1974. Heliococcus inconspicuus ingår i släktet Heliococcus och familjen ullsköldlöss.
Artens utbredningsområde är Turkmenistan. Inga underarter finns listade i Catalogue of Life.